# 宿直
宿直（とのい）とは、律令法において宮中・官司あるいは貴人の警備を行うこと。

## 解説
元来、職制律（在官応直不直条）においては昼の警備を「宿」、夜の警備を「直」と書いて「とのい」と読ませていたが、後世においては、夜の警備を「宿直」もしくは「殿居」と書いて「とのい」と読ませた。
公式令（百官宿直条）によれば、大納言以上及び八省卿を除く全ての官人は、その所属する官司に対して交代で宿直する義務を負った。宿直の時間割作成は各官司の判官（太政官では少納言・弁官、八省では大丞・少丞、国司では掾がこれに相当する）が行い、毎日弁官に対してその名簿を提出した。
また、これとは別に職務として兵衛・内舎人は宮中を、大舎人・東宮舎人・中宮舎人は、それぞれ天皇・東宮・中宮を警備するために交代で宿直した。
平安時代には近衛府が内裏及び大蔵・内蔵の夜間警備を担った。『延喜式』によれば、亥の刻・子の刻は左近衛府が、丑の刻・寅の刻は右近衛府が担当している。近衛の官人は巡回の際に自らの姓名を叫びながら見回りを行ったが、これを宿奏（とのいもうし）といった。また、律令の規定に関わらず大臣・大納言は中納言・蔵人頭・近衛大将とともに内裏内に置かれた宿直所（とのいどころ）・直廬（じきろ）に宿直して緊急事態に備えた。